# Gaëtan Brusseau
Gaëtan Brusseau, né le 13 août 1965 à Pézenas, est un footballeur français des années 1980 et 1990. Formé dans le club de sa ville natale, puis au FC Sète, il fait ses débuts professionnels avec ce dernier. Gaëtan Brusseau évolue principalement durant sa carrière en Division 2, avec Sète, mais aussi le Stade rennais et l'Olympique d'Alès, où il clôt sa carrière professionnelle.

## Biographie
Né le 13 août 1965 à Pézenas, dans l'Hérault, Gaëtan Brusseau évolue durant sa jeunesse dans le club de sa ville natale, l'ESP Pézenas. Formé au FC Sète, il débute en équipe première en 1982, alors que le club évolue en Division 3. À l'issue de cette première saison, le FC Sète termine premier de son groupe, et monte en Division 2.
Avec le FC Sète, il dispute plus de cent matchs de Division 2 en l'espace de quatre saisons, période durant laquelle le club héraultais réussit à décrocher une quatrième place de son groupe en 1985-1986. En 1987, il est recruté par le Stade rennais, qui opère alors un renouvellement de son effectif, et a d'ailleurs changé d'entraîneur avec l'arrivée de Raymond Keruzoré. Pour ce dernier, Gaëtan Brusseau est l'une des révélations de la saison 1987-1988 : « Il compense son manque de qualités athlétiques par son volume physique, son abattage et sa vivacité de gestes. Il a des qualités techniques et est excellent contre-attaquant ». Alors qu'il est titulaire au poste d'arrière gauche en 1987-1988, sa saison suivante est moins accomplie. Il quitte alors le Stade rennais.
Gaëtan Brusseau rejoint alors le CO du Puy, un club auvergnat qui évolue en Division 3, et y dispute cinquante matchs de championnat en l'espace de deux saisons. Enfin, il conclut sa carrière professionnelle en jouant durant la saison 1991-1992 avec l'Olympique d'Alès, en Division 2, année durant laquelle il dispute onze rencontres. Après sa carrière, il devient le gérant d'une société de déménagements dans le Var.
Il retrouve finalement les terrains de football à partir de 2018, en tant qu'entraîneur adjoint au Stade Olympique Millavois Football.

## Statistiques
Le tableau suivant récapitule les statistiques de Gaëtan Brusseau durant sa carrière professionnelle,,.
| Saison                | Club                  | Championnat           | Championnat | Championnat | Coupe(s) nationale(s) | Coupe(s) nationale(s) | Total | Total |
| Saison                | Club                  | Division              | M.          | B.          | M.                    | B.                    | M.    | B.    |
| 1982-1983             | FC Sète               | D3                    | 18          | 0           | 0                     | 0                     | 18    | 0     |
| 1983-1984             | FC Sète               | D2                    | 33          | 0           | 0                     | 0                     | 33    | 0     |
| 1984-1985             | FC Sète               | D2                    | 32          | 0           | 2                     | 0                     | 34    | 0     |
| 1985-1986             | FC Sète               | D2                    | 33          | 0           | 3                     | 0                     | 36    | 0     |
| 1986-1987             | FC Sète               | D2                    | 4           | 0           | 0                     | 0                     | 4     | 0     |
| 1987-1988             | Stade rennais FC      | D2                    | 30          | 0           | 3                     | 0                     | 33    | 0     |
| 1988-1989             | Stade rennais FC      | D2                    | 22          | 0           | 6                     | 0                     | 28    | 0     |
| 1989-1990             | CO du Puy             | D3                    | 20          | 0           | 0                     | 0                     | 20    | 0     |
| 1990-1991             | CO du Puy             | D3                    | 30          | 0           | 0                     | 0                     | 30    | 0     |
| 1991-1992             | Olympique d'Alès      | D2                    | 11          | 0           | 0                     | 0                     | 11    | 0     |
| Total sur la carrière | Total sur la carrière | Total sur la carrière | 233         | 0           | 14                    | 0                     | 247   | 0     |